# Meridiano 142 E
O meridiano 142 E é um meridiano que, partindo do Polo Norte, atravessa o Oceano Ártico, Ásia, Oceano Pacífico, Australásia, Oceano Índico, Oceano Antártico, Antártida e chega ao Polo Sul. Forma um círculo máximo com o Meridiano 38 W.
Começando no Polo Norte, o meridiano 142º Este tem os seguintes cruzamentos sucessivos:
| País, território ou mar | Notas |
| ----------------------- | --- |
| Oceano Ártico           | |
| Rússia                  | Iacútia - Ilha Kotelny, Ilhas da Nova Sibéria                                                                              |
| Mar Siberiano Oriental  | Estreito de Sannikov |
| Rússia                  | Iacútia - Ilha Grande Lyakhovsky, Ilhas da Nova Sibéria                                                                    |
| Mar Siberiano Oriental  | Estreito de Laptev |
| Rússia                  | Iacútia Krai de Khabarovsk                                                                                                 |
| Mar de Okhotsk          | |
| Rússia                  | Oblast de Sacalina - Ilha Sacalina                                                                                         |
| Estreito da Tartária    | |
| Rússia                  | Oblast de Sacalina - Ilha Sacalina                                                                                         |
| Estreito da Tartária    | |
| Rússia                  | Oblast de Sacalina - Ilha Sacalina                                                                                         |
| Estreito da Tartária    | |
| Rússia                  | Oblast de Sacalina - Ilha Sacalina                                                                                         |
| Estreito de La Pérouse  | |
| Japão                   | Ilha Hokkaidō |
| Oceano Pacífico         | |
| Japão                   | Ilha Honshū |
| Oceano Pacífico         | Passa a oeste das ilhas Chichi-jima e Haha-jima, Japão                                                                     |
| Papua-Nova Guiné        | |
| Mar de Arafura          | Passa a oeste das Ilhas do Estreito de Torres                                                                              |
| Golfo de Carpentária    | |
| Austrália               | Queensland Nova Gales do Sul Victoria                                                                                      |
| Oceano Índico           | |
| Austrália               | Victoria - Ilha Lady Julia Percy                                                                                           |
| Oceano Índico           | |
| Oceano Antártico        | |
| Antártida               | Fronteira entre o Território Antártico Australiano, reivindicado pela Austrália e a Terra Adélia, reivindicada pela França |